# Witold Żołądkiewicz
Witold Żołądkiewicz (ur. 22 marca 1969 w Warszawie) – śpiewak operowy (baryton). doktor habilitowany sztuki Uniwersytetu Muzycznego Fryderyka Chopina (WMFC) w Warszawie. 

## Życiorys
Ukończył studia na Wydziale Wokalnym Akademii Muzycznej im. Fryderyka Chopina w Warszawie. Pobierał też lekcje u Ryszarda Karczykowskiego.
W latach 1994–2017 był solistą Warszawskiej Opery Kameralnej; obecnie związany z Polską Operą Królewską. Gościnnie występował m.in. w Operze Wrocławskiej, Teatrze Wielkim w Łodzi, Operze na Zamku w Szczecinie, Operze Krakowskiej, Teatrze Wielkim-Operze Narodowej i neapolitańskim Teatro di San Carlo.
Zrealizowany przez Operę Krakowską spektakl Cesarza Atlantydy w reż. Beaty Redo-Dobber pod kierownictwem muzycznym Tomasza Tokarczyka z Witoldem Żołądkiewiczem w roli tytułowej został ogłoszony najlepszą inscenizacją na Festiwalu Operowym w Segedynie na Węgrzech w 2011 roku. W 2015 roku uzyskał stopień doktora, a w 2024 doktora habilitowanego sztuki w dziedzinie artystycznej sztuki muzyczne.
Od 2018 roku współpracuje z Wydziałem Wokalno-Aktorskim Uniwersytetu Muzycznego Fryderyka Chopina w Warszawie.

## Odznaczenia
W roku 2011 za zasługi w działalności na rzecz rozwoju muzyki, za osiągnięcia artystyczne został odznaczony Brązowym Krzyżem Zasługi.